# PUF60
PUF60‏ (Poly(U) binding splicing factor 60) هوَ بروتين يُشَفر بواسطة جين PUF60 في الإنسان.